# الشواطن (عفيف)
الشواطن، هي قرية من فئة (ب) تقع في محافظة عفيف، والتابعة لمنطقة الرياض في السعودية. وتبعد الشواطن عن محافظة عفيف بمسافة تقارب () كم.